# Maják Marina
Maják Marina (anglicky: Ashkelon Marina Breakwater Light) se nachází ve městě Aškelon v Izraeli ve východní části Středozemního moře.
Maják je na konci hlavního vlnolamu přístavu Aškelon u vjezdu do přístavu a lze k němu dojít po molu. Věž je veřejnosti nepřístupná.

## Popis
Vysoká dvoustupňová betonová válcová věž zakončená kovovým sloupem s lucernou. Maják má bílou barvu.

## Data
- výška světla 18 m n. m.
- výška 18 m
- zelený záblesk v intervalu 5 vteřin

označení:
- Admiralty  E5970.5
- NGA 113-21272.1